# Есень
Есень (укр. Есень) — село в Чопской городской общине Ужгородского района Закарпатской области Украины.
Население по переписи 2001 года составляло 1677 человек. Почтовый индекс — 89461. Телефонный код — . Занимает площадь 0,032 км².

## История
С 1946 по 1991 г. носило название Яворово.
.